# Aubeterre
Aubeterre é uma comuna francesa na região administrativa de Grande Leste, no departamento de Aube. Estende-se por uma área de 11,66 km². Em 2010 a comuna tinha 376 habitantes (densidade: 32,2 hab./km²).